# Samantha!
Samantha! è una serie della commedia originale Netflix. È la prima serie brasiliana di commedia prodotta da Netflix e la terza prodotta in Brasile dopo il 3% e O Mecanismo.

## Trama
Samantha! racconta la storia di una celebrità degli anni '80 che cerca di tornare alla ribalta con piani assurdi. Il personaggio è sposato con Dodi, un ex giocatore di calcio che è appena tornato a casa dopo aver trascorso più di dieci anni in prigione e insieme hanno due figli: Cindy e Brandon.

## Personaggi e interpreti

### Personaggi principali
- Samantha Alencar (stagione 1-in corso), interpretata da Emanuelle Araújo.
- Douglas "Dodói" Alencar (stagione 1-in corso), interpretata da Douglas Silva.
- Cindy Alencar (stagione 1-in corso), interpretata da Sabrina Nonato.
- Brandon Alencar (stagione 1-in corso), interpretata da Cauã Gonçaves.

### Personaggi secondari
- Samantha Alencar (giovane) (stagione 1), interpretata da Maria Eduarda
- Marcinho (stagione 1-in corso), interpretata da Daniel Furlan.
- Cigarrinho (stagione 1-in corso), interpretata da Ary França
- Tico (stagione 1-in corso), interpretata da Rodrigo Pandolfo
- Bolota (stagione 1-in corso), interpretata da Maurício Xavier

### Partecipazioni speciali
- Simantha (stagione 1), interpretata da Alice Braga.
- Valentina (stagione 1), interpretata da Giovanna Chaves.
- Laila (stagione 1), interpretata da Lorena Comparato
- Flávio Junior (stagione 1), interpretata da Paulo Tiefenthaler
- Bolota (giovane) (stagione 1), interpretata da Sidney Alexandre
- Tico (giovane) (stagione 1), interpretata da Enzo Oviedo
- Gretchen (stagione 1), interpretata da come se stessa
- Sabrina Sato (stagione 1), interpretata da come se stessa